# Shaxi (socken i Kina, Sichuan)
Shaxi (kinesiska: 沙溪乡, 沙溪) är en socken i Kina. Den ligger i provinsen Sichuan, i den sydvästra delen av landet, omkring 150 kilometer sydväst om provinshuvudstaden Chengdu. Antalet invånare är 4 014. Befolkningen består av 1 850 kvinnor och 2 164 män. Barn under 15 år utgör 8,0 %, vuxna 15-64 år 69 %, och äldre över 65 år 21,0 %.
Genomsnittlig årsnederbörd är 1 487 millimeter. Den regnigaste månaden är juli, med i genomsnitt 349 mm nederbörd, och den torraste är december, med 12 mm nederbörd.